# الغزو المغولي للدولة القراخطائية
الغزو المغولي للدولة القراخطائية؛ هو المصطلح الذي يطلق على الحملة المغولية التي حدثت في السنوات 1216-1218 م. بعد أن فتحها كشلو خان وظل يحكمها حتى اغتصبها منه جنكيز خان خلال حملاته العسكرية التي شنها على بلدان العالم الإسلامي.

## الخلفية
بعد أن هزم جنكيز خان النايمان عام 1204، هرب أمير نايمان، كشلو خان، من وطنه للجوء بين قارا خيتاي. رحّب الغورخان، ييلو زيلوغو به في إمبراطوريته، وأصبح كشلو خان مستشارًا وقائدًا عسكريًا، في نهاية المطاف تزوج من إحدى بنات زيلوغو. ومع ذلك، خلال حرب مع أسرة خاوارزميان المجاورة، بدأ كشلو خان انقلابا ضد زيلوغو. بعد أن استولى كشلو خان على السلطة، سمح لزيلوغو بأن يحكم قارا خيتاي بالاسم فقط. عندما توفي الغورخان عام 1213، سيطر كشلو خان مباشرة على الخانات جميعها. بكونه معتنق للمذهب النسطوري في الأصل، تحوّل كشلو خان البوذية وبدأ باضطهاد الأغلبية المسلمة، وإجبارهم على التحول إما إلى البوذية أو المسيحية، وهي خطوة أبعدته عن معظم السكان.

## بداية الصراع
تم التعجيل بالغزو عندما حاصر كشلو خان مدينة قارلوق في الماليق التابعة للإمبراطورية المغولية وحاكمها أوزار الذي كان متزوجًا من ابنة جوشي. قًتل الحاكم أوزار، وتقدم كشلو خان للسيطرة على المدينة، التي طلب سكانها المعونة من جنكيز خان.

## الغزو
في عام 1218، بعد أن طُلب من محمد الثاني من خوارزم عدم مساعدة كشلو خان، أرسل جنكيز خان الجنرال جيبي مع اثنين من التومين (20,000 جندي) جنبًا إلى جنب مع بارتشوك أويغور (الذي كان ابن زوجة جنكيز خان) وربما أيضًا الأمير أرسلان خان، حاكم مدينة قارلوق وهو يكون صهر آخر من جنكيز خان، للتصدي لتهديد قارا خيتاي، في حين أرسل سوبوتاي مع اثنين آخرين من التومين في حملة متزامنة ضد الميركيتس. سافر الجيشان إلى جانب بعضهما البعض عبر جبال ألتاي وتارباغاتاي حتى وصولهما إلى الماليق. وفي تلك المرحلة، تحوّل سوبوتاي إلى الجنوب الغربي، فدمر منطقة الميركيتس ووفر الحماية لجناح جيبي ضد أي هجمات مفاجئة من خوارزم. انتهى جيبي من مدينة الماليق ثم انتقل إلى الجنوب من بحيرة بالكاش إلى أراضي قارا خيتاي، حيث حاصر عاصمة بالاساغون. وهناك، هزم جيبي جيشًا مكونًا من 30,000 جندي وهرب كشلو خان إلى كاشغر. مستغلًا الاضطرابات التي حدثت تحت حكم كشلو خان، حصل جيبي على دعم من الشعب المُسلم بإعلانه أن سياسة كشلو خان في الاضطهاد الديني قد انتهت الآن. عندما وصل جيش جيبي إلى كاشغر في عام 1217، ثار الشعب ونظمّ انقلابًا على كشلو خان، ما أجبره على الفرار للنجاة بحياته. لاحق جيبي كشلو خان عبر جبال بامير حتى وصوله إلى بدخشان في أفغانستان. وفقًا لما ذكره عطاء ملك الجويني، قبضت مجموعة من الصيادين على كشلو خان وسلموه إلى المغول الذين قطعوا رأسه على الفور.

## ما بعد الكارثة
مع وفاة كشلو خان، أمنت الإمبراطورية المغولية السيطرة على قارا خيتاي. نجا جزء آخر من قارا خيتاي، من سلالة أسّسها بوراق حجيب، في كرمان كمنطقة تابعة للمغول، لكنها لم تعد موجودة ككيان مستقل في عهد الملك محمد أولجايتو في فترة الدولة الإلخانية. يمتلك المغول الآن موقعًا ثابتًا في آسيا الوسطى المتاخمة مباشرة لحدود إمبراطورية خوارزم. لكن سرعان ما انهارت العلاقات مع الخوارزم، ما أدى غزو المغول لتلك المنطقة.